# Шепельский, Иван Тимофеевич

Уральское трио баянистов, 1974 год.

Иван Тимофеевич Шепельский (род. 1 октября 1937, Негребовка, Житомирская область) — советский и российский баянист, народный артист РСФСР.

## Биография
Иван Тимофеевич Шепельский родился 1 октября 1937 года в украинском селе Негребовка Радомышльского района (Житомирская область). Отец, Тимофей Иванович, был военным капельмейстером, затем — руководителем сельского оркестра. Его старший сын Григорий играл на кларнете, средний сын Николай — на трубе. 
В детстве Иван участвовал в семейном духовом оркестре, играл на кларнете. Научился играть на баяне. В школе играл на вечерах, активно участвовал в олимпиадах, конкурсах, смотрах. В 1951 году окончил сельскую семилетнюю школу. Окончил Киевское музыкальное училище имени Р. М. Глиэра (педагог Иван Иванович Журомский)..
В 1960 году окончил Киевскую консерваторию (класс Марка Моисеевича Гелиса, кафедра народных инструментов). С сентября 1957 года вместе с однокурсниками Анатолием Александровичем Хижняком и Николаем Сергеевичем Худяковым вошёл в творческий коллектив трио баянистов. 
С 1960 года выступали как артисты Хабаровской краевой филармонии. 
В 1966 году переехали в Свердловск. В 1966—1998 годах выступали как «Уральское трио баянистов» (Худяков, Шепельский, Хижняк), работали в гастрольном графике Росконцерта, Союзконцерта и Госконцерта. Освоили многотембровые готово-выборные баяны. За долгую творческую карьеру исполнили более 200 произведений зарубежных, русских и советских композиторов, около 100 пьес аккомпанемента, записали десятки грампластинок, подготовили множество программ для радио- и телепередач центрального и областного значения. В репертуаре трио были органные, клавирные и симфонические произведения мировой музыкальной классики в переложении для баяна, обработки русских народных песен, музыку народов мира. Специально для трио писали уральские композиторы А. Муха, А. Бызов, Н. Пузей, К. Мясков, В. Веккер. Много гастролировали за рубежом (1967 — Лаос, Камбоджа, Индия; 1976 — Финляндия; 1977 — Бельгия, Люксембург, Австрия; 1984 — Польша; 1987 — Швеция; октябрь 1988 — выступление на 125-летнем юбилее аккордеона в итальянском Кастельфидардо).
Выступал в трио до 2008 года.

## Награды и премии
- Трио — дипломанты первого и лауреаты второго Всесоюзного конкурса артистов эстрады(1961), Всероссийского конкурса артистов эстрады (1962).
- Заслуженный артист РСФСР (10.02.1978).
- Народный артист РСФСР (7.02.1986).
- Лауреат премии Губернатора Свердловской области (1997).

## Фильмография
- 1972 — Ярмарка (короткометражный)